# Еркхајм
Еркхајм (њем. Erkheim) град је у њемачкој савезној држави Баварска. Једно је од 52 општинска средишта округа Унтералгој. Према процјени из 2010. у граду је живјело 2.957 становника. Посједује регионалну шифру (AGS) 9778136.

## Географски и демографски подаци
Еркхајм се налази у савезној држави Баварска у округу Унтералгој. Град се налази на надморској висини од 598 метара. Површина општине износи 32,2 km². У самом граду је, према процјени из 2010. године, живјело 2.957 становника. Просјечна густина становништва износи 92 становника/km².

## Међународна сарадња
| Мјесто | Држава    | Врста сарадње | Од    |
| ------ | --------- | ------------- | ----- |
|        | Француска | партнерство   | 1999. |
| Извор  |           |               |       |